# Holmtjärnen (Hammerdals socken, Jämtland)
Holmtjärnen är en sjö i Strömsunds kommun i Jämtland och ingår i Indalsälvens huvudavrinningsområde.